# Bystus unicolor
Bystus unicolor is een keversoort uit de familie zwamkevers (Endomychidae). De wetenschappelijke naam van de soort werd in 1898 gepubliceerd door Henry Stephen Gorham.